# Kohleria amabilis
Kohleria amabilis är en tvåhjärtbladig växtart som först beskrevs av Jules Émile Planchon och Jean Jules Linden, och fick sitt nu gällande namn av Karl Fritsch. Kohleria amabilis ingår i släktet Kohleria och familjen Gesneriaceae.

## Underarter
Arten delas in i följande underarter:
- K. a. amabilis
- K. a. bogotensis

## Bildgalleri

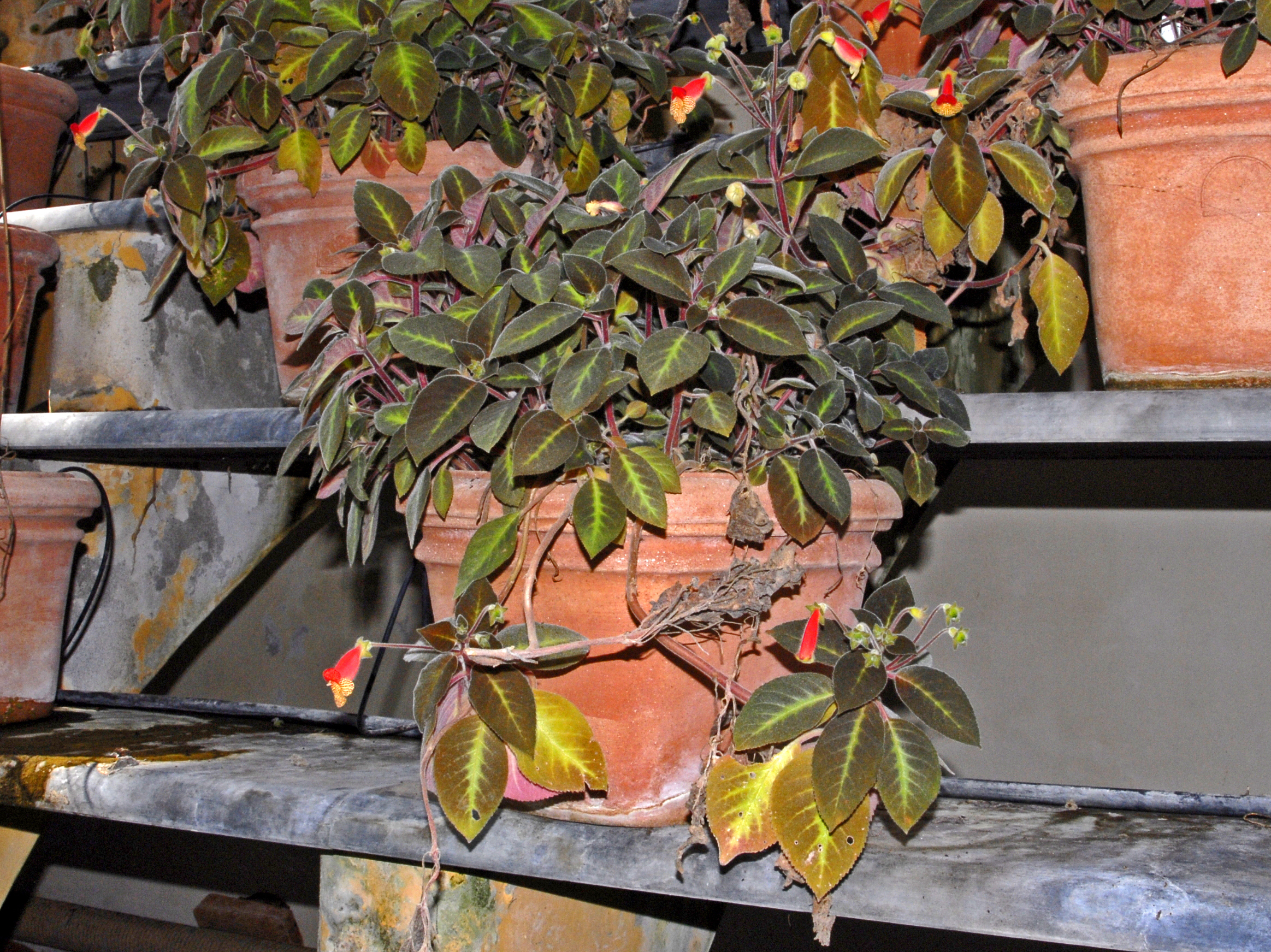